# Lophorrhachia niveicristata
Lophorrhachia niveicristata là một loài bướm đêm trong họ Geometridae.